# Can’t Stop
«Can't Stop» — песня американской рок-группы «Red Hot Chili Peppers», третий сингл из альбома «By the Way».
Это один из немногих треков в альбоме, где Энтони Кидис использует свою «визитную карточку» — быстрый речитатив в куплетах. Тем не менее, композиция содержит многослойные риффы и мелодические гитарные прогрессии, которые не характерны для ранних работ коллектива.
«Can’t Stop» стала восьмой композицией Chili Peppers, которая возглавила чарт Billboard Modern Rock Tracks (где пробыла 3 недели), кроме того, она достигла 57-го места в Billboard Hot 100. Песня показывала хорошие результаты в мировых хит-парадах, а также модерн и мейнстрим рок-чартах.
«Can’t Stop» попала в список композиций видеоигры Guitar Hero: On Tour.

## Список композиций
Первая версия сингла на CD
1. «Can’t Stop» (John Frusciante single mix) — 4:29
2. «If You Have to Ask» (live)
3. «Christchurch Fireworks Music» (live) — 5:42

Вторая версия сингла на CD
1. «Can’t Stop» (John Frusciante single mix) — 4:29
2. «Right on Time» (live)
3. «Nothing to Lose» (live) — 12:58

Третья версия сингла на CD
1. «Can’t Stop» (John Frusciante single mix) — 4:29
2. «Christchurch Fireworks Music» (live) — 5:42

Версия сингла на грампластинке (2003)
1. «Can’t Stop» (John Frusciante single mix) — 4:29
2. «Christchurch Fireworks Music» (live) — 5:43